# Helmut Walter
Helmut Walter (* 10. Mai 1921 in Breslau; † 13. Oktober 2005 in Puchheim) war ein deutscher Brigadegeneral des Heeres der Bundeswehr und Unterabteilungsleiter im Bundesnachrichtendienst.

## Leben
Walter, Sohn eines Regierungsrates, trat am 1. Oktober 1939, einen Monat nach Beginn des Zweiten Weltkrieges, als Offizieranwärter beim Infanterie-Regiment 28 in Troppau in die Wehrmacht ein. Als Gefreiter war er mit diesem Regiment in Frankreich im Einsatz, wurde am 1. Februar 1941 zum Leutnant befördert, war im Januar 1942 Zugführer im Infanterie-Regiment 452 in der Sowjetunion und anschließend bis Januar 1944 Kompanieführer, Kompaniechef und Kommandant der Eisenbahnpanzerzüge 29, 1 und 63. Am 1. Februar 1942 wurde er zum Hauptmann ernannt und war von Juni 1944 bis Februar 1945 Kompaniechef und Lehrer an der Feldunteroffizierschule für schnelle Truppen in Warschau und Brünn. Anschließend war er bis Mai 1945 Bataillonsführer und Bataillonskommandeur des II. Bataillons des Panzergrenadier-Regiments 304 in den Räumen Mosel, Hunsrück, Rhein, Rhön und Plauen. Nach Kriegsende war er bis Juli 1945 in US-amerikanischer Kriegsgefangenschaft.
Ab August 1951 war Walter Dolmetscher für die britische Militärregierung beim Arbeitsamt in Neumünster. Anschließend trat er im Mai 1951 in den Bundesgrenzschutz ein, wo er Sachbearbeiter, Zugführer, Adjutant und Hundertschaftsführer, zuletzt im Dienstgrad eines Hauptmanns im Bundesgrenzschutz, war.
Am 1. Juli 1956 wurde Walter als Hauptmann in die Bundeswehr übernommen und war zunächst als Offizier für Personalwesen und Militärisches Nachrichtenwesen (S 1 bzw. S 2) in der Kampfgruppe B 1 in Hamburg und der Panzerkampfgruppe C 3 in Unna. Ab Januar 1958 war er Hilfsreferent für Logistik, später Dezernent in der Abteilung Panzergrenadiere im Truppenamt in Köln. 
Im April 1959 zur Führungsakademie der Bundeswehr in Hamburg versetzt, absolvierte Walter dort von Oktober 1959 bis Dezember 1960 den 3. Generalstabslehrgang Heer, in dem er zum Offizier im Generalstabsdienst ausgebildet wurde. Anschließend wurde er dauerhaft zum Bundesnachrichtendienst versetzt, wo er Referent, ab Juni 1973 Gruppenleiter und ab April 1979 Unterabteilungsleiter war. Am 28. Juni 1979 wurde er zum Brigadegeneral ernannt und mit Ablauf des September 1981 in den Ruhestand versetzt.

## Auszeichnungen
- Deutsches Kreuz (am 2. Mai 1944 als Kommandant Eisenbahnpanzerzug 1)
- Nahkampfspange in Silber (28. April 1945)
- Sonderabzeichen für das Niederkämpfen von Panzerkampfwagen durch Einzelkämpfer (1 Panzer im Nahkampf vernichtet, 17. April 1945)
- Verwundetenabzeichen in Gold (am 2. März 1942; sieben Verwundungen)